# 1.9 TDI
1.9 TDI – silnik wysokoprężny turbodoładowany o wtrysku bezpośrednim montowany w samochodach grupy Volkswagena, produkowany i stale modernizowany w latach 1991–2011. Silnik 1.9 TDI pojawił się również w samochodzie Ford Galaxy, bliźniaczym modelu VW Sharana i Seata Alhambry.
Występował w ponad 40 różnych wersjach różniących się m.in. momentem obrotowym, mocą, systemem wtrysku (pompa rozdzielaczowa, w późniejszych odmianach pompowtryskiwacze) sposobem montażu, niektórymi elementami. Wyszedł z produkcji wraz z wprowadzeniem normy EURO5, której nie był w stanie spełnić, nawet poprzez zastosowanie filtra cząstek stałych DPF. Stopniowo był wypierany przez nowszą jednostkę 2.0 TDI. Za jego następcę uważa się również silnik 1.6 TDI CR, który ma niższe spalanie i jest cichszy. Najmocniejsza wersja 1.9 TDI była montowana w Seacie Ibiza trzeciej generacji. Miała ona moc 160 KM.
Większość silników 1.9 TDI posiada seryjnie maksymalną moc i moment obrotowy do kilkunastu procent wyższe niż deklaruje producent. Jest to jednocześnie jeden z silników najczęściej poddawanych chiptuningowi, bezpiecznie uzyskując przyrosty rzędu 30% bez modyfikacji mechanicznych.

## Podstawowe dane techniczne
- pojemność: 1896cm³
- średnica cylindra: 79,5 mm
- skok tłoka: 95,5 mm
- stopień sprężania: 19,5
- układ cylindrów: rzędowy
- liczba cylindrów: 4
- liczba zaworów: 8
- układ wtryskowy: pompa rozdzielaczowa BOSCH VP37 montowane do 2004, pompowtryskiwacze 2000–2011
- maksymalne moce: pompa rozdzielaczowa 75–110 KM, pompowtryskiwacze 75–160 KM

## Różnice między wersjami
- oprogramowanie sterujące pracą silnika
- aparatura wtryskowa, a wraz z nim inna głowica i układ rozrządu
- turbosprężarka – wielkość, producent (Garret lub KKK) oraz system sterowania (zawór upustowy lub zmienna geometria (VTG))
- sposób montażu – wzdłużnie lub poprzecznie
- wtryskiwacze – wydajność
- koło zamachowe – jednomasowe lub dwumasowe
- intercooler – SMIC (mały, montowany z boku) lub, w niektórych mocniejszych i nowszych wersjach, FMIC (duży, montowany w pasie chłodnic)
- skrzynie biegów

### Wersje zasilane pompą rozdzielaczową
- 1Z, AHU – 90 KM przy 4000 obr./min, 202 Nm przy 1900 obr./min
- AGR, AHH, ALE, ALH – 90 KM przy 3750 obr./min, 210 Nm przy 1900 obr./min
- AFN, AHF, ASV, AVG – 110 KM przy 4150 obr./min, 235 Nm przy 1900 obr./min

### Wersje zasilane pompowtryskiwaczami
- BSU – 75 KM przy 4000 obr./min, 210 Nm przy 1900 obr./min
- BRU, BXF, BXJ – 90 KM przy 4000 obr./min, 210 Nm przy 1800–2500 obr./min
- ANU – 90 KM przy 4000 obr./min, 240 Nm przy 1900 obr./min
- ATD, AXR, BEW, BMT – 101 KM przy 4000 obr./min, 240 Nm przy 1800–2400 obr./min
- AVB, AVQ – 101 KM przy 4000 obr./min, 250 Nm przy 1900 obr./min
- BSW – 105 KM przy 4000 obr./min, 240 Nm przy 1800 obr./min
- BJB, BKC, BLS, BSV, BXE – 105 KM przy 4000 obr./min, 250 Nm przy 1900 obr./min
- BPZ – 116 KM przy 4000 obr./min, 250 Nm przy 1900 obr./min
- AJM – 116 KM przy 4000 obr./min, 285 Nm przy 1900 obr./min
- ATJ, AUY, BVK – 116 KM przy 4000 obr./min, 310 Nm przy 1900 obr./min
- AWX – 131 KM przy 4000 obr./min, 285 Nm przy 1750–2500 obr./min
- ASZ, AVF, BLT – 131 KM przy 4000 obr./min, 310 Nm przy 1900 obr./min
- ARL, BTB – 150 KM przy 4000 obr./min, 320 Nm przy 1900 obr./min
- BPX, BUK – 160 KM przy 3750 obr./min, 330 Nm przy 1900 obr./min